# قلعه قاسم خان
بقایای قلعه قاسم خان مربوط به سده‌های میانه و متاخر دوران‌های تاریخی پس از اسلام است و در شهرستان اسفراین، بخش مرکز ی، دهستان آذری، ۱/۵ کیلومتری شمال شرق روستای قاسم خان واقع شده و این اثر در تاریخ ۱۸ شهریور ۱۳۸۷ با شمارهٔ ثبت ۲۳۲۷۱ به‌عنوان یکی از آثار ملی ایران به ثبت رسیده است.